# Christoph Rothmann
Christoph Rothman (c. 1550 - 1560, Bernburg, Saxònia-Anhalt – probablement després de 1600, Bernburg) va ser un matemàtic alemany i un dels pocs astrònoms coneguts de la seva època. Les seves investigacions contribuïren notablement a què Kassel es convertís en un centre europeu de l'astronomia en el segle xvi.

## Vida
No se sap avui dia quan va néixer Rothmann, encara que se sap que el seu lloc de naixença va ser Bernburg en el Saale, probablement entre el 1550 i el 1560. Després d'una educació bàsica, va estudiar teologia i matemàtiques en Wittenberg, amb el suport del príncep, Joachim Ernst von Anhalt. L'entusiasme de Rothmann per l'astronomia va ser substancial. Christoph Rothmann, un cop calculat i aplicat el catàleg d'estavelles Kassel entre 1585 i 1587, va ser nomenat en 1577 com matemàtic de la cort de Kassel pel príncep Guillem IV de Hesse. De 1584 a 1590 va ser membre actiu de l'astronomia en l'observatori del príncep. La seva investigació ha contribuït substancialment al fet que Kassel es va convertir en un centre de la investigació astronòmica. En 1590 va visitar a Tycho Brahe en Uranienburg en l'illa de Ven, però no va tornar a Kassel. Després del viatge a Uranienburg va viure fins a la seva mort en Bernberg on va escriure escrits teològics.

## Treball
Rothmann era un seguidor de Copèrnic, qui va justificar l'heliocentrisme. Però en contrast amb els seus col·legues astrònoms va caure en l'oblit en el segle xvii. En el segle xvi a Europa, dos grups d'investigadors varen treballar en la llista dels nous catàlegs d'estrelles més exacta que s'havia fet fins aleshores. Pel costat de la coneguda Dane Tycho Brahe, que havia establert el famós observatori Uraniborg en l'illa de Veuen, i un grup d'astrònoms a Kassel a la cort del príncep. Aquí Rothmann i Jost Bürgi, un matemàtic suís, van treballar junts. Els dos grups de treball van mantenir una intensa lluita científica com un extens intercanvi de cartes entre Kassel i Ven.

## Obres
- Liber primus Observatorium Stellarum, Kassel 1589 (Manual d'astronomia, és el llibre més conegut de Christoph Rothmann)
- Astronomia: En qua hipótesis Ptolemaicae ex Hypothesibus Copernici supplentur corriguntur et: et imprimis intellectus et usus tabularum Prutenicarum declaratur et demonstratur, Manuscripte von 1580, (in der Universitätsbibliothek Kassel)
- La restitutio Sacramentorum, Goslar 1611, (theologische herausgegebene posthum Schrift)
- Scriptum cometa de, qui anni Christi 1585 mensib. Octobri et apparuit novembrī.Herausgegeben von  Willebrord Snellius en:cometae Descriptio, qui anno 1618 effulsit novembrī mense primum Original der Herzog August Bibliothek Wolfenbüttel Arxivat 2016-03-04 a Wayback Machine. (Seite 69 -156), Verlag Elzevir, Leiden 1619